# Mardin

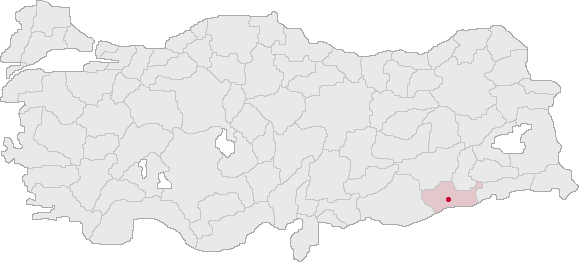
Współczesna turecka prowincja Mardin

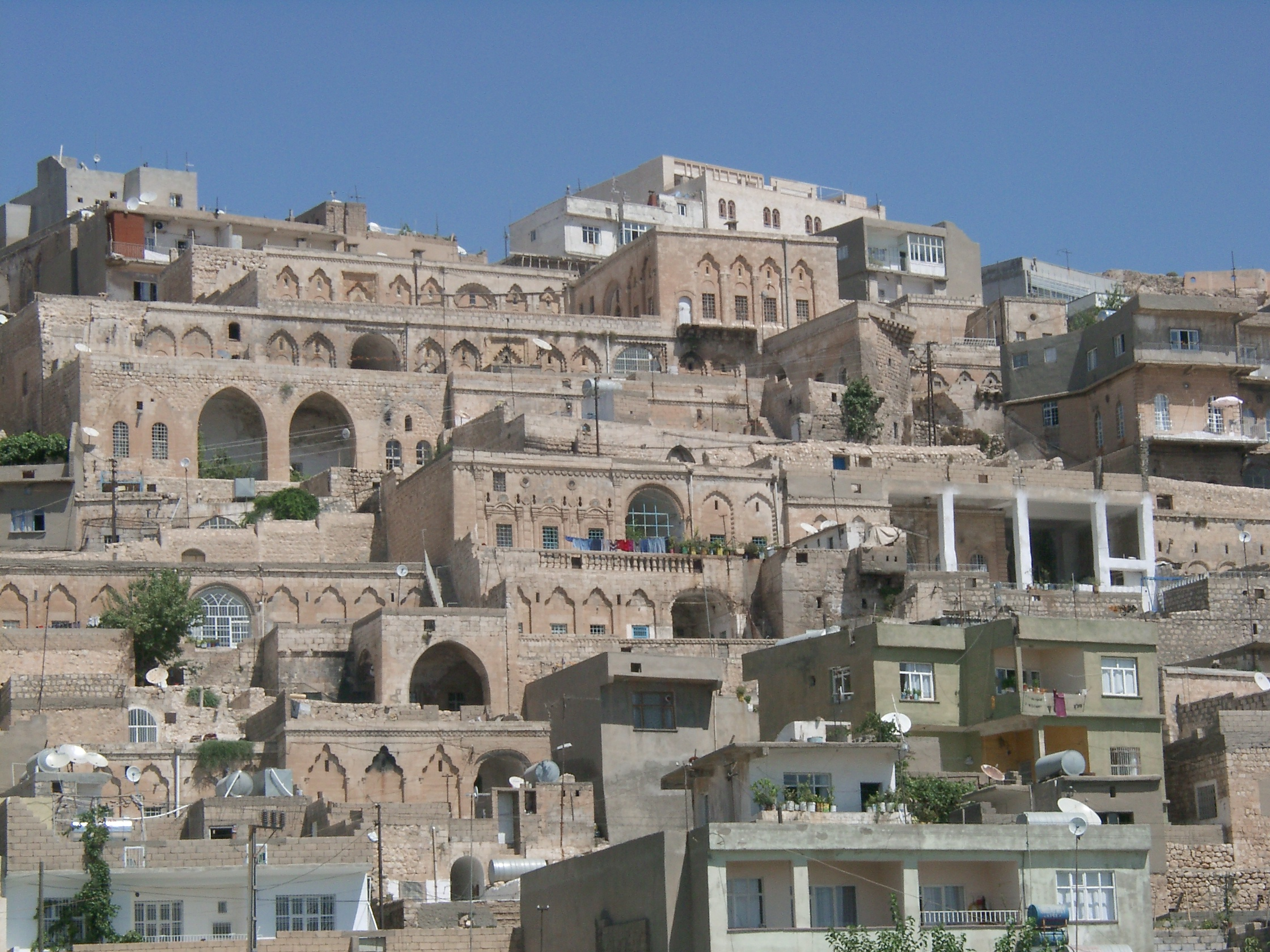
Stare miasto

Mardin (kurd. Mêrdîn, syr. ܡܶܪܕܺܝܢ, arab. ‏ماردين‎ (Mārdīn), orm. Մարդին) – miasto w Turcji oraz stolica prowincji Mardin. Znane jest z artukidzkiej architektury starej części zabudowy.
Według danych na rok 2000 miasto zamieszkiwało 65 072 osób, a według danych na rok 2004 całą prowincję ok. 760 000 osób. Gęstość zaludnienia w prowincji wynosiła ok. 85 osób na km².

## Położenie
Mardin położone jest w górzystym regionie Tur Abdin w południowo-wschodniej części Turcji, przy granicy z Syrią. Miasto położone jest na zboczu i szczycie góry o wysokości 1083 m n.p.m.. Wzniesienie to należy do pasma wyznaczającego północną granicę Mezopotamii. Różnica wysokości pomiędzy północnymi a południowymi krańcami miasta wynosi od 50 do 150 metrów.

## Transport
Mardin leży na skrzyżowaniu trzech dróg krajowych:
- D380 – z Mardin do Cizre
- D950 – z Hopa do Şenyurt, łączy Mardin m.in. z pobliskimi miastami Kızıltepe i Diyarbakır
- D955 – od granicy z Armenią w pobliżu Posof do Alakuş. Łączy miasto z pobliskim Midyat

Kilka kilometrów na południe od miasta, we wsi İstasyon, stacją Mardin kończy się linia kolejowa Şenyurt – Mardin, będąca odgałęzieniem linii z Karkamış do Nusaybin. Położenie stacji w tak dużej odległości od miasta wiąże się z gwałtownym wzrostem wysokości, który sprawił, że przedłużenie linii do samego Mardin było nieopłacalne.
Port lotniczy Mardin znajduje się w okolicach Kızıltepe i obsługuje połączenia krajowe z Ankarą i Stambułem.